# 11142 Facchini
11142 Facchini è un asteroide della fascia principale. Scoperto nel 1997, presenta un'orbita caratterizzata da un semiasse maggiore pari a 2,9886256 au e da un'eccentricità di 0,0599721, inclinata di 10,74703° rispetto all'eclittica.
L'asteroide è dedicato all'astronomo amatoriale italiano Renato Facchini.